# Heterospilus bruesi
Heterospilus bruesi – gatunek błonkówki z rodziny męczelkowatych i podrodziny Doryctinae.
Ciało długości 3 mm. Głowa z brązowymi i poprzecznie rowkowanymi: czołem i ciemieniem oraz żółtymi: twarzą i skroniami. Te ostatnie w widoku grzbietowym szerokie, szersze niż połowa szerokości oka, nieopadające do wewnątrz za oczami. Czułki z żółtym trzonkiem i brązowym biczykiem. Tułów ciemnobrązowy z ziarenkowanymi płatami śródtarczki oraz gładkim mesopleuronem. Odnóża żółte. Metasoma ciemnobrązowa z żółtymi terga od piątego do siódmego. Pierwsze tergum metasomy u wierzchołka tak szerokie jak długie, terga II i III o zafalowanym przednim rowku poprzecznym. Pokładełko długości ¾ metasomy.
Gatunek znany wyłącznie z Kostaryki.